# Куланды (Мангистауская область)
Куланды (каз. Құланды) — село в Каракиянском районе Мангистауской области Казахстана. Административный центр Куландинского сельского округа. Находится примерно в 10 км к юго-востоку от города Жанаозен. Код КАТО — 474241100.
В окрестностях села добывают ракушечник и щебень.

## Население
В 1999 году население села составляло 807 человек (403 мужчины и 404 женщины). По данным переписи 2009 года, в селе проживало 1319 человек (653 мужчины и 666 женщин). Количество дворов — 235.

## Инфраструктура
В селе функционируют средняя школа, детский сад, АТС, библиотека, отделение Казпочты.